# Романовска река
Романовска река је река која извире на планини Варденик, на подручју села Горње Романовце у Србији. Дугачка је око 20 km.

## Ток
Сама река је у почетку састављена од мањих потока, који се сливају у месту Плавило, а затим река се повећава пролазећи испод самог села у дубоку клисуру, где се даље допуњује мањим потоцима. Река је на пар километара узводно од села Доње Романовце преграђена за потребе Власинских ХЕ, где је формирана мала брана/језеро. Даљим током кроз село Доње Романовце река улази у град Сурдулицу и у самом центру града се улива у реку Врлу која се улива у Црно море.